# Alarm Forest
Alarm Forest è uno degli otto distretti in cui è suddivisa l'isola di Sant'Elena, facente parte del territorio britannico d'oltremare di Sant'Elena, Ascensione e Tristan da Cunha nell'oceano Atlantico meridionale. È situato nella regione centrosettentrionale dell'isola, a sud della capitale Jamestown, unico distretto dell'isola senza sbocchi sul mare. La sua creazione risale alla riforma elettorale del 1988, in seguito all'accorpamento di alcuni territori precedentemente parte dei distretti di Jamestown e di Longwood.

## Descrizione
Il distretto di Alarm Forest include l'alto corso della valle di Jamestown e della Rupert's Valley, è dunque caratterizzato da vallate incassate tra ripidi pendii e altopiani di estensione limitata. Essendo relativamente lontano dalla costa e sito a quote elevate, la vegetazione è lussureggiante rispetto al resto dell'isola. In passato era occupato in gran parte da foresta, oggi ridotta a causa dello sfruttamento per la produzione di legname. In esso si trova anche la cascata denominata Heart Shaped Waterfall, una delle maggiori attrazioni naturali dell'isola.
Il nome Alarm Forest deriva da una batteria di cannoni denominata Alarm House (oggi residenza privata), designata per avvisare, tramite colpi sparati a salve, gli abitanti di Jamestown dell'avvicinamento alla costa delle navi. Il maggiore insediamento è situato presso l'area denominata The Briars, dove Napoleone Bonaparte soggiornò brevemente al suo arrivo a Sant'Elena nel 1815, prima del trasferimento definitivo nella residenza di Longwood. Altri piccoli centri abitati sono Seaview, Two Gun Saddle, Hunts Vale e Alarm Hill, dove è situata Alarm House. La popolazione è in costante aumento negli ultimi anni ed è salita da 276 nel 2008 a 383 nel 2016.
Nel distretto non ci sono scuole, il municipio o grandi strutture per il turismo e l'intrattenimento, mentre gran parte dei residenti lavora a Jamestown. Tuttavia nel distretto si trovano gli uffici della Sure South Atlantic, la compagnia per le telecomunicazioni di Sant'Elena, e dal 2012 la distilleria St Helena, precedentemente situata a Jamestown, nota per la produzione del Tungi, un distillato ottenuto dal frutto di un cactus locale.